# Buxy
Buxy ist eine französische Gemeinde mit 2155 Einwohnern (Stand 1. Januar 2022) im Département Saône-et-Loire in der Region Bourgogne-Franche-Comté. Sie gehört zum Arrondissement Chalon-sur-Saône und zum Kanton Givry. Der Ort liegt etwa 20 Kilometer von Chalon-sur-Saône entfernt.
In der Nähe des Ortes wird ein Kalkstein des mittleren Jura (Bajocium) abgebaut, der für die Baukultur der Region und darüber hinaus Bedeutung erlangt hat. Anwendungen finden sich unter anderem in Cluny.

## Geschichte
Buxy (früher Buxum und Buxiacum, später Bussiacum) war Standort eines alten Hospitals, das im 17. Jahrhundert dem Hospital von Tournus angeschlossen wurde, sowie Sitz einer Prévôté (Vogtei). Die Seigneurie, die anfangs dem Grafen von Chalon gehörte, kam 1237 an die Herzöge von Burgund, und wurde 1477 von König Ludwig XI. mit dem Königreich Frankreich vereinigt, daher wurde der Ort zeitweise auch „Buxy-le-Royal“ genannt. 1565 fiel Buxy nach der Heirat mit Françoise d’Orléans-Longueville an Louis I. de Bourbon, dann an deren Sohn Charles de Bourbon-Soissons und Enkel Louis de Bourbon, der die Herrschaft 1626 an den Marquis d’Uxelles verkaufte. 
| Jahr      | 1962  | 1968  | 1975  | 1982  | 1990  | 1999  | 2006  | 2015  |
| --------- | ----- | ----- | ----- | ----- | ----- | ----- | ----- | ----- |
| Einwohner | 1.650 | 1.685 | 1.670 | 1.796 | 1.998 | 2.098 | 2.164 | 2.101 |

## Sehenswürdigkeiten

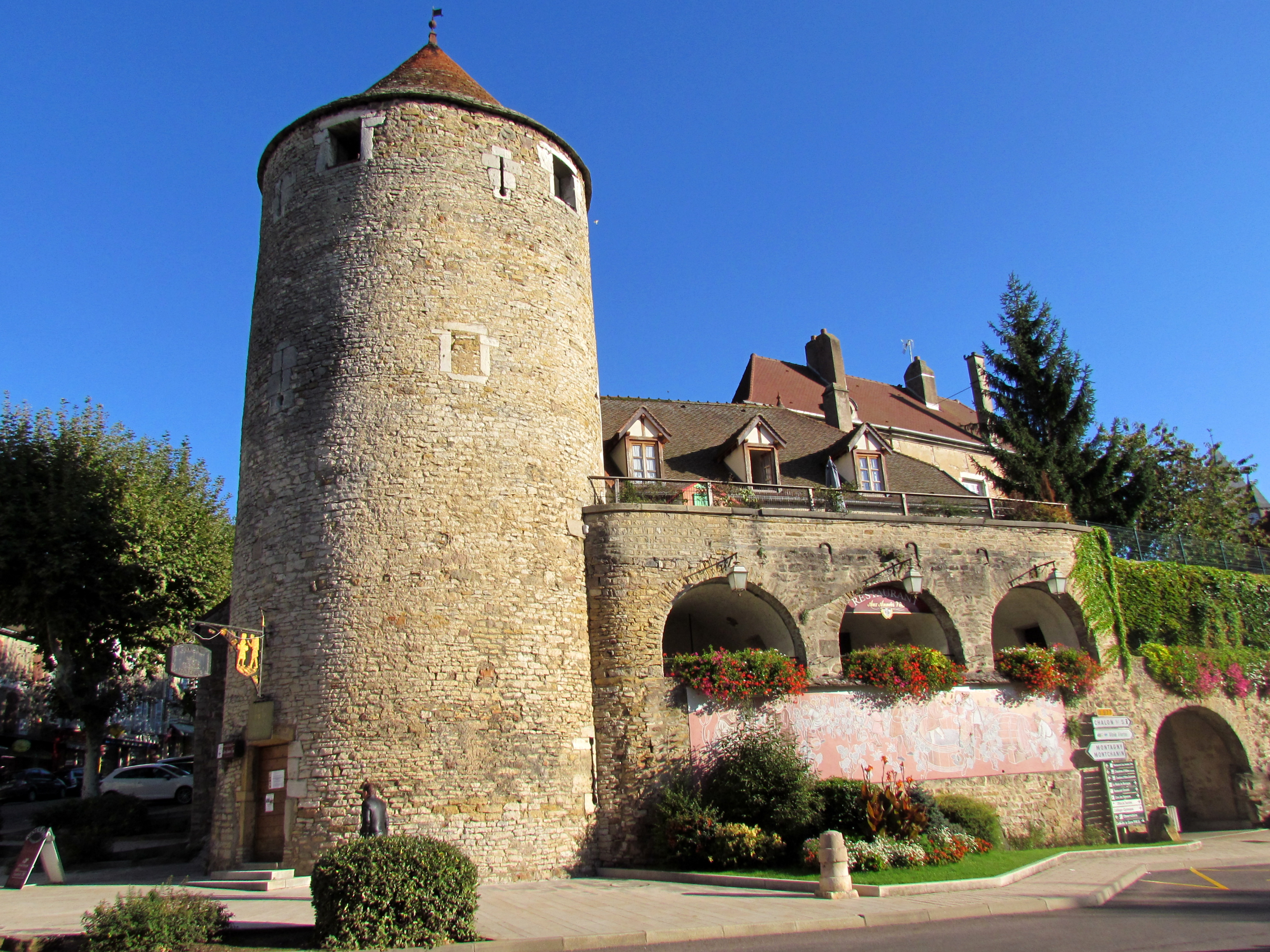
Türme und Reste der ehemaligen Stadtbefestigung

- Pfarrkirche Saint-Germain aus dem 12. bis 16. Jahrhundert. Eine ihrer Glocken stammt aus dem Jahr 1515
- Schloss Buxy (14. und 16. Jahrhundert)
- Schlösser Cary Potet, Chevenelles, Les Raveaux und Le Cray
- Türme und Reste der ehemaligen Stadtbefestigung
- Ruinen des ehemaligen Fort der Damas (Tour de Tenarre)

## Weinbau in Buxy

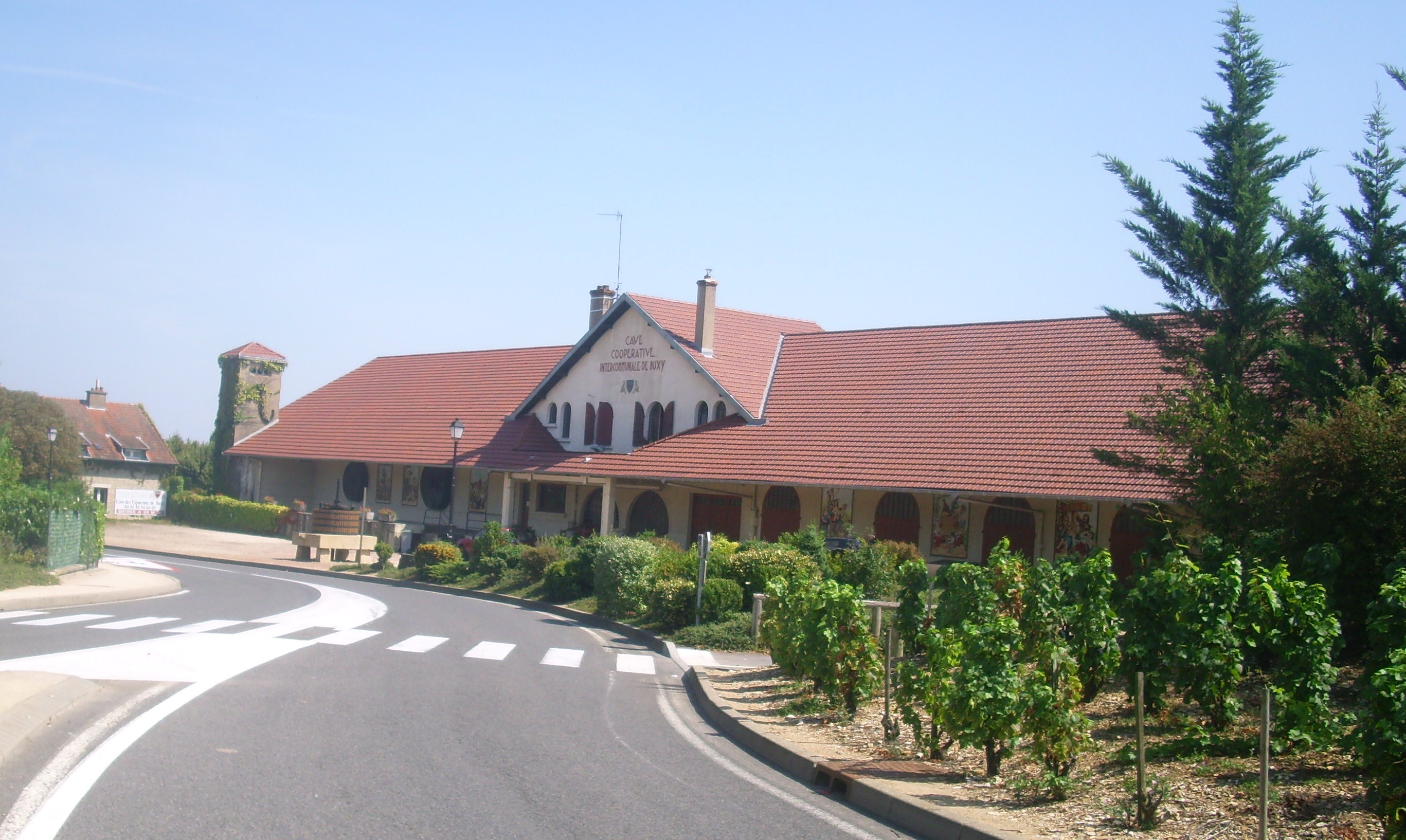
Winzergenossenschaft in Buxy

Buxy liegt innerhalb der definierten Grenzen der Weinbauregion Burgund. Definierte Flächen sind zur Produktion von Weinen unter der Herkunftsbezeichnung Bourgogne zugelassen. Die Weißweine aus der Gemeinde Buxy werden unter der Appellation Montagny verkauft. Die Appellation gilt ausschließlich für Weine aus der Chardonnay-Rebe.